# LG Amsterdam Tournament 2008
Het LG Amsterdam Tournament 2008 is een vriendschappelijk voetbaltoernooi dat op 8 en 9 augustus 2008 gespeeld werd in de ArenA.

## Toernooi-opzet
Het Amsterdam Tournament heeft een eigen puntentelling. Naast de gebruikelijke 3 punten voor winst en 1 punt voor gelijkspel, levert elk gemaakt doelpunt een extra punt op. Dit om aanvallend spel te stimuleren. Een 3-3 levert bijvoorbeeld evenveel punten op als een 1-0. Elke ploeg speelde twee wedstrijden en tegen één ploeg werd niet gespeeld.

## Deelnemende ploegen
- Ajax (5)
- Arsenal FC (2)
- FC Sevilla
- Internazionale

Tussen haakjes het aantal toernooi-overwinningen

## Eindstand
| Land           | Wed | Win | Gel | Ver | DV | DT | +/− | Pnt |
| -------------- | --- | --- | --- | --- | -- | -- | --- | --- |
| Arsenal FC     | 2   | 1   | 1   | 0   | 4  | 3  | 1   | 8   |
| Internazionale | 2   | 1   | 1   | 0   | 1  | 0  | 1   | 5   |
| FC Sevilla     | 2   | 0   | 2   | 0   | 1  | 1  | 0   | 3   |
| Ajax           | 2   | 0   | 0   | 2   | 2  | 4  | −2  | 2   |

## Wedstrijden
|                           |                |       |            |                                               |
| 8 augustus 2008 19:00 CET | Internazionale | 0 - 0 | Sevilla FC | Amsterdam ArenA Toeschouwers: scheidsrechter: |
| 8 augustus 2008 19:00 CET |                |       |            | Amsterdam ArenA Toeschouwers: scheidsrechter: |

|                           |      |       |            |                                               |
| 8 augustus 2008 21:15 CET | Ajax | 2 - 3 | Arsenal FC | Amsterdam ArenA Toeschouwers: scheidsrechter: |
| 8 augustus 2008 21:15 CET |      |       |            | Amsterdam ArenA Toeschouwers: scheidsrechter: |

|                           |            |       |            |                                               |
| 9 augustus 2008 19.00 CET | Arsenal FC | 1 - 1 | FC Sevilla | Amsterdam ArenA Toeschouwers: scheidsrechter: |
| 9 augustus 2008 19.00 CET |            |       |            | Amsterdam ArenA Toeschouwers: scheidsrechter: |

|                           |      |       |                |                                               |
| 9 augustus 2008 21:15 CET | Ajax | 0 - 1 | Internazionale | Amsterdam ArenA Toeschouwers: scheidsrechter: |
| 9 augustus 2008 21:15 CET |      |       |                | Amsterdam ArenA Toeschouwers: scheidsrechter: |